# Arena Zagreb
Die Arena Zagreb ist eine Multifunktionshalle in der kroatischen Hauptstadt Zagreb. Sie befindet sich am westlichen Stadteingang im Stadtteil Lanište.

## Geschichte
Die Halle ist für Sport- und Kulturveranstaltungen sowie feierliche Anlässe vorgesehen. Sie hat ein Fassungsvermögen von 16.500 Sitzplätzen einschließlich Logen, bei Konzerten 22.400. Gebaut wurde die Halle anlässlich der Handball-Weltmeisterschaft der Herren 2009.
Bei der Ausschreibung wurde ein Konsortium, bestehend aus dem kroatischen Ingra und dem ungarischen TriGránit, gewählt und beauftragt. Das Projektbüro UPI-2M d.o.o. aus Zagreb erstellte die Projektdokumentation für den Bau der Arena. Mit den Arbeiten wurde nach Erteilung der Baugenehmigung am 20. Juli 2007 begonnen. Die Halle wurde am 27. Dezember 2008 eröffnet.
Die Halle ist für folgende Sportveranstaltungen vorgesehen: Handball, Basketball, Eishockey, Volleyball, Hallenfußball, Tennis, Tischtennis, Gymnastik, Badminton, Boxen, Ringen, Leichtathletik und andere Hallensportarten. Außerdem können Konzerte, Ausstellungen und Kongresse in ihr abgehalten werden. Zudem sind Restaurants, geschäftlich und kommerziell genutzte Räume sowie eine kleine Trainingshalle enthalten.
Im Januar 2011 nutzte der Zagreber Eishockeyverein KHL Medveščak Zagreb aus der Erste Bank Eishockey Liga die Arena Zagreb für vier seiner Heimspiele, wobei insgesamt über 60.000 Zuschauer die Spiele besuchten.
Die Tiefgarage nimmt 926 Fahrzeuge auf, 80 weitere Parkplätze stehen außen zur Verfügung, während für Massenveranstaltungen auch eine Bushaltestelle für 38 Busse errichtet wird.
Auf dem Nachbargrundstück neben der Sportarena wurde zudem ein Einkaufszentrum namens Arena Centar mit 62.000 m² für 200 Geschäfte vom Investor TriGránit errichtet. Anfang November 2010 wurde das Einkaufszentrum eröffnet.

## Galerie

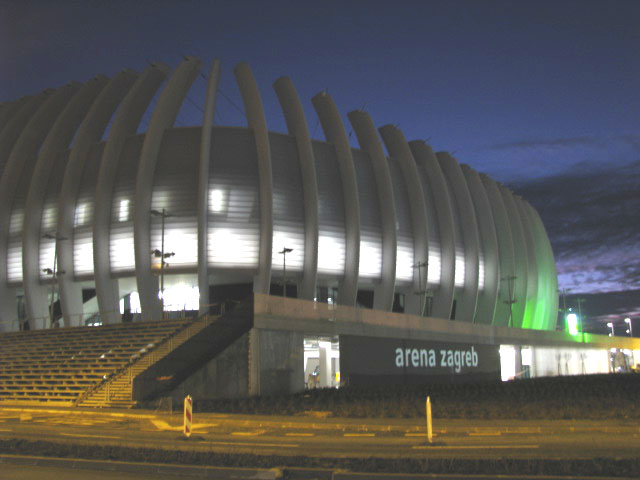
Die Arena Zagreb von außen in der Dämmerung
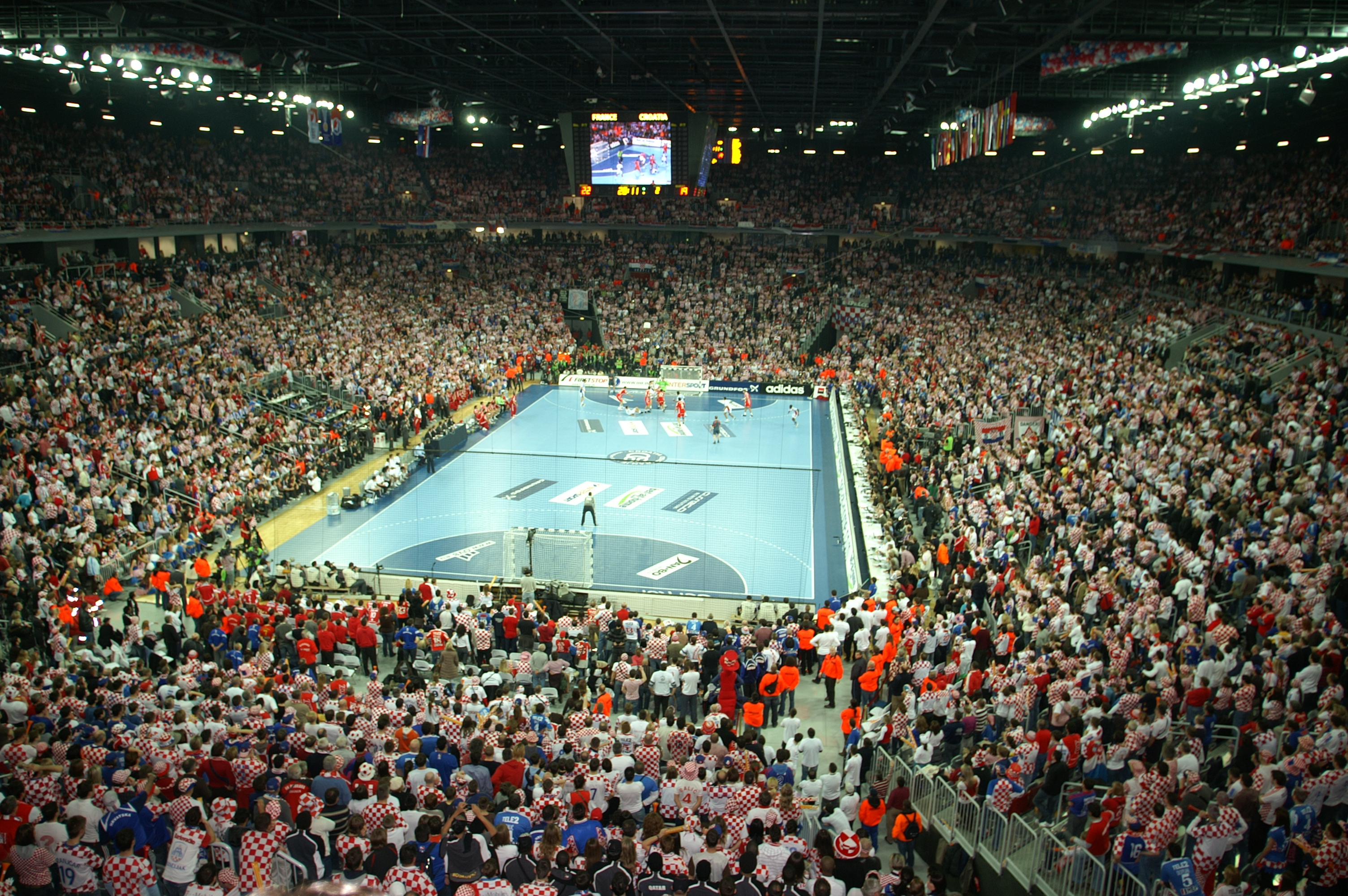
Die Arena Zagreb während des Handball-WM-Finals 2009 zwischen Kroatien und Frankreich
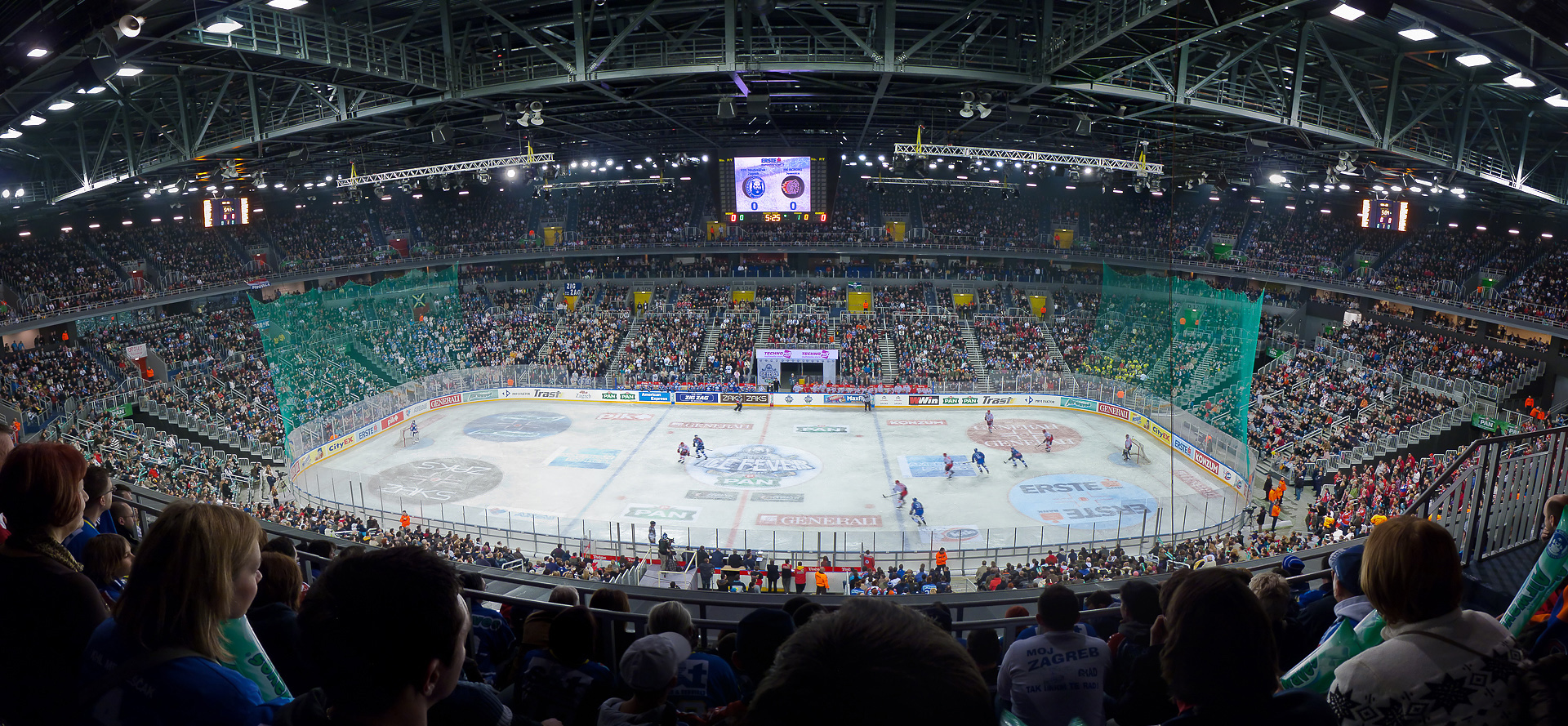
Panoramablick
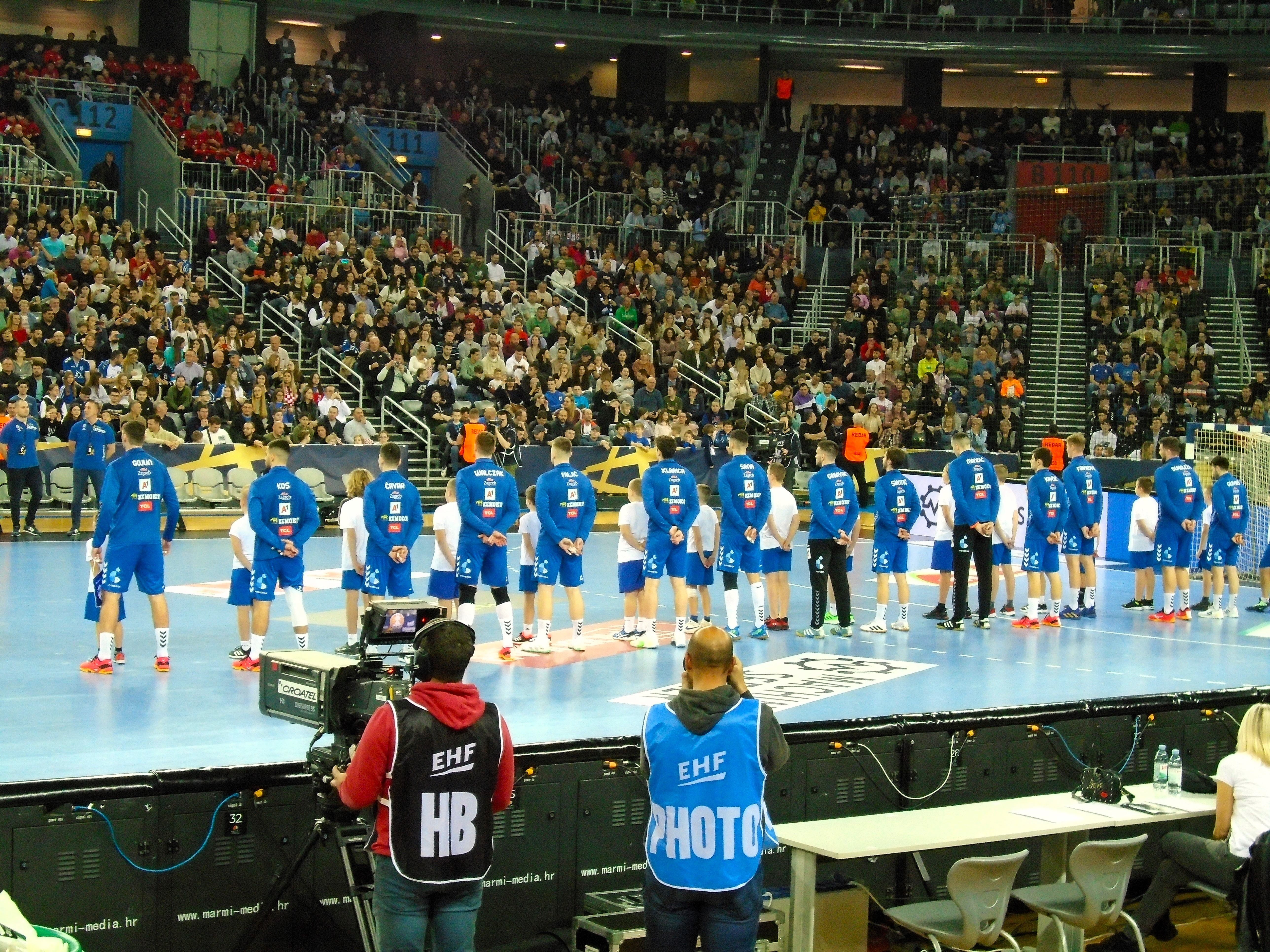
Die Arena während des Handball-Spiels zwischen RK Zagreb und Paris Saint-Germain am 29. Februar 2024